# Колонтаевский сельский совет Харьковской области
Колонтаевский сельский совет — входит в состав Краснокутского района Харьковской области Украины.
Административный центр сельского совета находится в селе Колонтаев.

## История
- 1920 — дата образования.

## Населённые пункты совета
- село Колонтаев
- село Капранское
- село Котелевка